# Lake (videojuego)
Lake es un videojuego de aventuras gráficas de 2021 desarrollado por Gamious y publicado por Whitethorn Games. Ambientada en 1986, la historia sigue a Meredith Weiss, una desarrolladora de software que pasa dos semanas en su ciudad natal de Providence Oaks, Oregón, donde asume temporalmente el papel de cartero de la ciudad. El jugador interactúa con los residentes mientras les entrega el correo. El juego presenta opciones de diálogo que influyen en los acontecimientos de la historia y su final.
El desarrollo de cuatro años comenzó en 2017 después de que el director Dylan Nagel le presentara el concepto a Gamious. El escenario fue elegido por su estética, mientras que el período de tiempo fue seleccionado porque ofrecía un sentimiento nostálgico e identificable. El mundo y los personajes se inspiraron en varias comedia de situación y actores estadounidenses, y se llevaron a cabo investigaciones sobre videojuegos de aventuras centrados en la narrativa. El equipo de desarrollo realizó una investigación exhaustiva de Oregón para la ambientación del juego.
Lake se exhibió por primera vez en 2018. Se lanzó para Windows, Xbox One y Xbox Series X/S en septiembre de 2021, para PlayStation 4 y PlayStation 5 en abril de 2022 y para Stadia en junio de 2022. Recibió críticas mixtas, con elogios por su mundo, personajes y actuaciones; Los críticos estaban divididos sobre la jugabilidad repetitiva y la banda sonora. Una precuela de contenido descargable que sigue al padre de Meredith en Navidad está programada para lanzarse en noviembre de 2023.

## Modo de juego
Lake es un videojuego de aventuras gráficas que se juega desde una perspectiva en tercera persona. El jugador controla a Meredith Weiss, quien regresa a su ciudad natal de Providence Oaks, Oregón, para trabajar como repartidora de correo. El jugador recorre el mundo a pie o conduciendo el camión del correo. Cada día comienza en la oficina de correos y el jugador puede explorar libremente ubicaciones en Providence Oaks mientras completa una cantidad predeterminada de entregas, incluidos paquetes y cartas de correspondencia, antes de regresar a la oficina de correos. Se utiliza un minimapa para la navegación.
Las cartas se guardan en la bolsa de correo de Meredith y se entregan en el buzón de una casa, mientras que los paquetes se guardan en el maletero de la camioneta y se entregan en la puerta principal de una casa, lo que puede provocar una conversación con sus ocupantes, quienes son personajes no jugadores. En estas interacciones, el jugador puede optar por completar tareas adicionales en toda la ciudad y organizar actividades después del trabajo o de fin de semana con otros habitantes, incluidas relaciones románticas. Alternativamente, el jugador puede optar por completar trabajo adicional para el empleador de Meredith por las noches o relajarse leyendo o mirando televisión o una película. Ocasionalmente se presentan opciones de diálogo ramificadas durante las conversaciones, lo que puede influir en la naturaleza y el tono de las relaciones de Meredith y, en última instancia, afectar el final.

## Argumento
El 1 de septiembre de 1986, la desarrolladora de software Meredith Weiss regresa a su ciudad natal de Providence Oaks después de 20 años y se queda en la residencia de sus padres mientras ellos están de viaje de vacaciones, con la intención de tomar un breve descanso de su agitada carrera en una empresa de software estadounidense. compañía. Para pasar el tiempo, reemplaza a su padre Thomas, el cartero local, durante dos semanas. Meredith puede interactuar con los residentes de la ciudad durante su estadía en Providence Oaks, incluido el colega de su padre, Frank Coleman, el administrador de correos local; su mejor amiga de la infancia, Kay Evans, de la que está separada; la tía de Kay, Maureen Hennessy, propietaria del restaurante local; la anciana Mildred Jenkins, que tiene muchos gatos; y Lori Young, la hija del mecánico local. Meredith puede establecer una relación romántica con uno de dos intereses amorosos: Angie Eastman, propietaria de una tienda de alquiler de VHS; y Robert Harris, leñador y activista ambiental.
Al final del juego, el jugador debe decidir si Meredith permanecerá permanentemente en Providence Oaks y asumirá el puesto de su padre de forma permanente, o aceptará una oferta de asociación de su jefe Steve Mitchell en la compañía de software y regresará a su vida en la gran ciudad. Cada uno de estos finales principales tiene varias versiones, dependiendo de las elecciones del jugador, incluida la relación romántica con Meredith. Un tercer final principal estará disponible si las elecciones del jugador llevaron a Meredith a poseer una casa rodante: si Meredith tiene una relación con Angie, la pareja puede partir de Providence Oaks y comprometerse con un estilo de vida itinerante.

## Desarrollo
Lake fue desarrollado por la empresa neerlandesa Gamious. En 2017, los fundadores del estudio Pim y Jos Bouman invitaron al desarrollador de juegos independiente Dylan Nagel a presentar ideas de juegos al equipo. Después de dos conceptos fallidos—un juego de rompecabezas ambientado en una mazmorra y un juego espacial con narrativas ramificadas: 1:50 —Nagel presentó a Lake con una imagen de un automóvil conduciendo alrededor de un lago. La idea resonó en el equipo y descubrieron que usar un camión de correo justificaba el concepto de juego de conducir y conocer gente. Poco después elaboraron un documento de diseño del juego, describiendo el concepto y las posibles ideas de juego. : 4:00 Se realizaron investigaciones sobre juegos de aventuras centrados en la narrativa, como Alan Wake, Firewatch y Gone Home.: 4:42 
Se formó un pequeño equipo para desarrollar el concepto en noviembre de 2017, y con el tiempo se agregaron artistas, animadores, programadores y un productor. El equipo pretendía completar el juego en 18 meses, aunque el desarrollo finalmente llevó casi cuatro años. Se consideraron varios títulos; Lake no recibió objeciones debido a su «ambiente sencillo y despreocupado». Las decisiones creativas más importantes se tomaron antes de la pandemia de COVID-19 en 2020, lo que permitió al equipo pasar al trabajo remoto con pocas dificultades. Descubrieron que la pandemia aumentó la demanda de una experiencia relajante.
Se utilizó el software de gestión de desarrollo de juegos Articy Draft para crear la narrativa con sus opciones de ramificación.: 6:02  Los escritores elaboraron una historia sencilla para permitir al jugador disfrutar de su tiempo en el mundo. Querían que el jugador sintiera que controlaba la historia en lugar de simplemente presenciarla, permitiéndoles optar por tareas sin sentirse estresados, logrado en parte aislando personajes en historias individuales. El escritor principal, Jos Bouman, buscó que cada acción pareciera significativa independientemente de sus resultados debido a la tranquilidad y la inmersión del mundo, y quería que los dilemas parecieran complejos sin respuestas correctas. Sintió que la mayoría de los jugadores podían identificarse con la relación de Meredith y Kay ya que «la mayoría de las personas se han alejado de los amigos que conocieron en el pasado».
Varios personajes se basaron físicamente en mezclas de actores famosos, como George Carlin, Bill Murray, Hailee Steinfeld y Betty White.: 5:38  Bouman citó las comedias de situación estadounidenses Cheers, Northern Exposure y Seinfeld como inspiraciones por su equilibrio entre comedia e historias personales. El equipo quería presentar Lake como una experiencia de videojuego relajada con una narrativa sincera y madura; Bouman lo llamó «anti-GTA» debido a su falta de confrontación o de apuestas. Lo describió como «un juego sobre nada» con el que los jugadores pueden identificarse como una parte de la vida.
El equipo eligió 1986 como escenario porque ofrecía un sentimiento nostálgico y reconocible y evitaba los problemas modernos de los teléfonos móviles e Internet. Varios miembros del equipo crecieron en la década de 1980 y consideraban que los diner, las películas VHS y las máquinas de arcade eran particularmente nostálgicos y reconocibles. El equipo descubrió que un entorno moderno no justificaría reuniones periódicas con amigos debido a la prevalencia de los mensajes en las redes sociales. Bouman consideró que el minimapa era una convención de videojuego aceptable que no «parecía una trampa», a pesar de ser inconsistente con la época del escenario. Las versiones parodias de portadas de cintas VHS recibieron comentarios positivos en las demostraciones del juego, lo que llevó a la directora de arte de personajes, Sonja van Vuure, a crear más para la versión final.
El equipo consideró diferentes ubicaciones para el juego, incluidas Canadá o Escandinavia, pero descubrió que serían menos familiares para el jugador. Se consideraron los estados de Idaho, Montana y Wyoming, pero finalmente se eligió Oregón por su estética; Nagel había vivido en Beaverton durante 18 meses a principios de la década de 2000. El equipo sintió que estaban familiarizados con Oregón y el noroeste del Pacífico a través de obras como First Blood, Gilmore Girls y Twin Peaks, y pensaron que los jugadores estarían igualmente familiarizados como consumidores de la cultura popular estadounidense. El artista ambiental técnico Jonathan van Immerzeel realizó una extensa investigación a través de Google Maps y libros sobre los árboles de la región. El editor estadounidense Whitethorn Games revisó el diálogo para asegurarse de que sonara auténtico. El juego se creó utilizando el motor de videojuego Unity. Van Immerzeel utilizó varias herramientas de Unity en el desarrollo, como World Creator para el paisaje y Vegetation Studio para el medio ambiente. El juego utiliza un sistema de iluminación patentado con el objetivo de crear una apariencia natural manteniendo el control artístico.

## Lanzamiento y promoción
Lake se mostró por primera vez a través de una demostración jugable en la convención de juegos holandesa Indigo en 2018, después de aproximadamente seis meses de desarrollo. Se pudo jugar en AdventureX en noviembre de 2018. Se mostró un avance durante Guerrilla Collective en junio de 2020, con una fecha de lanzamiento para el cuarto trimestre de 2020; Bouman pronosticó un retraso debido a la cantidad de trabajo involucrado. Whitethorn Games mostró un avance durante su presentación digital en marzo de 2021, y el juego se exhibió en LudoNarraCon en abril. Una demostración estuvo disponible en junio de 2021 como parte de Steam Next Fest y Summer Game Fest. Durante el Wholesome Direct en el E3 en junio de 2021, Gamious anunció que Lake se lanzaría para Windows, Xbox One y Xbox Series X/S el 1 de septiembre de 2021.
Al juego se le negó originalmente la clasificación en Xbox en Australia debido a una escena que involucraba uso de drogas luego de su presentación a través de la Coalición Internacional de Calificación por Edad, lo que impidió su venta. Después de conversaciones entre los desarrolladores y la Junta de Clasificación Australiana, el juego recibió una calificación R18+. Lake estuvo disponible a través de Xbox Game Pass desde diciembre de 2021 hasta diciembre de 2022. El juego se lanzó para PlayStation 4 y PlayStation 5 el 8 de abril de 2022; Perp Games distribuyó una versión física, con un mapa de Providence Oaks. En asociación con Eden Reforestation Projects, Perp Games se comprometió a plantar dos árboles por cada copia vendida. El juego se lanzó para Stadia el 1 de junio de 2022. En junio de 2023, Gamious anunció una expansión de contenido descargable, Season's Greetings, ambientada nueve meses antes de la historia principal, siguiendo al padre de Meredith, Thomas, en Navidad. Su lanzamiento está previsto para noviembre. El equipo buscó garantizar una auténtica sensación invernal con efectos sonoros y visuales que respondieran a la nieve.

## Recepción
Lake recibió críticas «mixtas o promedio» para la mayoría de las plataformas según el agregador de reseñas Metacritic, mientras que la versión de PlayStation 5 recibió críticas «generalmente favorables», y el juego tiene un índice de aprobación del 40% en OpenCritic. Simon Parkin de The New Yorker lo incluyó entre los mejores juegos de 2021. Recibió dos nominaciones en los premios Gayming: Mejor juego independiente LGBTQ y Mejor personaje LGBTQ por Meredith. En marzo de 2022, Bouman dijo que el juego había sido rentable.
Peter Mattsson de Adventure Gamers, consideró que la jugabilidad era «ideal para cualquiera que sólo necesita una oportunidad para recuperar el aliento», comparándola con sus experiencias conduciendo por el campo. Algunos críticos consideraron que la experiencia era relajante, pero sintieron que se volvió demasiado repetitiva, particularmente debido al lento movimiento de Meredith; Liam Croft de Push Square escribió que era «demasiado superficial de principio a fin». Giancarlo Saldana de Game Pressure se mostró decepcionado por la omisión de algunas animaciones, como la entrada y salida de la furgoneta. Varios revisores encontraron glitches, y algunas requirieron que se recargara el juego.
Varios críticos consideraron la narrativa simplista pero eficaz. Caitlin Argyros de RPGFan lo encontró «un poco aburrido», pero reconoció la singularidad de su falta de grandeza. Hirun Cryer de NME elogió los «brillantes caminos narrativos ramificados», y Emad Ahmed de Eurogamer quería más interacciones entre personajes. Croft de Push Square consideró la historia como un limpiador del paladar eficaz en contraste con los juegos «más pesados», aunque descubrió que su simplicidad limitaba su potencial. Mattsson de Adventure Gamers consideró la narrativa «memorable, encantadora y, a veces, profunda» y elogió su imparcialidad con respecto a la decisión final de Meredith. Por el contrario, Zoey Handley de Destructoid sintió que presionó al jugador para que decidiera quedarse, eliminando su agencia. Pauline Leclercq de Jeuxvideo.com, encontró la narración auténtica pero la conclusión predecible.
Algunos periodistas destacaron el manejo de la crisis de la mediana edad como un tema narrativo importante; David Smith de Kotaku Australia escribió que «impulsó» su crisis de mediana edad y lo impulsó a considerar la posibilidad de vivir en una ciudad pequeña. Handley de Destructoid sintió que sus críticas al juego reflejaban en gran medida su experiencia al crecer en un pueblo pequeño. Aimee Hart de Gayming Magazine, calificó el juego de «innegablemente queer» y elogió su descripción de lo queer en un pequeño pueblo de la década de 1980. Grace Benfell de Paste, lamentó lo que percibió como la evasión política de la historia, como la falta de discusión sobre la epidemia del sida a pesar de resaltar personajes queer, y la crítica al capitalismo sin personajes ni experiencias representativos.
Las interpretaciones de voz fueron elogiadas por los críticos. Leclercq de Jeuxvideo.com, sintió que daban vida a personajes que de otro modo estarían vacíos. Ahmed de Eurogamer consideraba a Meredith «uno de los personajes de videojuegos más memorables y desarrollados» del año y se encontró «inusualmente involucrado» en la vida de la comunidad. Varios críticos disfrutaron igualmente de los personajes. Cryer de NME sintió que sus personalidades invitaban al jugador a regresar con ellos con frecuencia. Por el contrario, Argyros de RPGFan encontró las historias de algunos personajes demasiado aleatorias y lamentó su falta de desarrollo.
Keza MacDonald de The Guardian elogió el esfuerzo realizado para crear el mundo y lo describió como «un lugar atractivo para recorrerlo en coche durante unas horas». Mattsson de Adventure Gamers elogió los gráficos sombreados por celdas por parecer realistas y hechos a mano. Argyros de RPGFan disfrutó de las imágenes y de la ciudad, pero encontró las animaciones incómodas y lamentó la falta de animaciones faciales detalladas. Varios críticos disfrutaron la selección de música de estaciones de radio para complementar el juego, aunque algunos criticaron su repetitividad y falta de variedad. Handley de Destructoid prefería tocar sin música debido a su aversión a las canciones country pop.